# Fuck You All!!!! Caput tuum in ano est
Fuck You All!!!! Caput tuum in ano est è il quinto album full-length della band black metal norvegese Carpathian Forest. La seconda parte del titolo, Caput Tuum in Ano Est, è in latino e significa letteralmente "La tua testa è nell'ano".  La copertina è stata disegnata da Nattefrost.

## Tracce
1. Vi Åpner Porten Til Helvete – 6:36
2. The Frostbitten Woodlands of Norway – 4:58
3. Start up the Incinerator (Here Comes Another Useless Fool) – 5:12
4. Submit to Satan – 4:07
5. Diabolism (The Seed and the Sower) – 4:14
6. Dypfryst / Dette Er Mit Helvete – 4:04
7. Everyday I Must Suffer – 4:17
8. The First Cut Is the Deepest – 4:45
9. Evil Egocentrical Existencialism – 3:47
10. Shut up, There Is no Excuse to Live – 4:14

## Formazione
- R. Nattefrost - voce, synth
- Tchort - chitarra
- Anders Kobro - batteria
- Vrangsinn - basso, synth
- Blood Perverter - chitarra